# Pokémon Chronicles
Pokémon Chronicles (週刊ポケモン放送局, Shūkan Pokémon Hōsōkyoku) est une mini-série d'animation, spin-off de Pokémon, la série. Uniquement diffusée en Occident, elle regroupe des épisodes diffusés au Japon sous divers appellations : les 18 épisodes de Pokémon Hō-sō, mini-série centrée sur des personnages secondaires de la série, les 6 premiers épisodes spéciaux des Noël de Pikachu, ainsi que le téléfilm Raikou, la légende du tonnerre, divisé en trois épisodes.
En France, cette série a été diffusée par la chaîne télévisée Gulli en février 2008. Elle a par la suite été rééditées en DVD.

## Épisodes
| N°      | Titre français                                                 | Titre japonais (kanji)                                  | Titre japonais (rōmaji)                              |
| ------- | -------------------------------------------------------------- | ------------------------------------------------------- | ---------------------------------------------------- |
| TF2     | Raikou, la légende du tonnerre (Partie 1)                      | ライコウ 雷の伝説                                       | Raikou ikazuchi no Densetsu                          |
| TF2     | Raikou, la légende du tonnerre (Partie 2)                      | ライコウ 雷の伝説                                       | Raikou ikazuchi no Densetsu                          |
| TF2     | Raikou, la légende du tonnerre (Partie 3)                      | ライコウ 雷の伝説                                       | Raikou ikazuchi no Densetsu                          |
| WV5/WV6 | Catastrophe à la veille de Noël & Ronflex le bonhomme de neige | デリバード•の•プレゼント & ホワイト•ストーリー          | Deribādo no Purezento & Howaito Sutōrī               |
| H1      | Match en famille                                               | タケシ！ニビジムをすくえ！                              | Takeshi! Nibi Jimu wo sukue!                         |
| H2      | Le Blues d'Azuria                                              | ハナダジムのリベンジマッチ！                            | Hanada Jimu no Ribenji Matchi!                       |
| H3      | On n'est pas des anges                                         | がんばれ！前向きロケット団                              | Ganbare! Maemuki Roketto-dan!                        |
| H4      | Pour une poignée de Pokéball                                   | オーキド邸だいけっせん!!                                | Ōkido-yashiki daikessen!                             |
| H5      | Le Badge Bleu du Courage                                       | カスミ！ブルーバッジをゲットせよ！                      | Kasumi! Burū Bajji o Getto se yo!                    |
| H8      | L'enlèvement du Professeur Chen                                | ポケモン捜査網！オーキド博士をさがせ！！                | Pokemon sousa! Ōkido-hakase o sagase!!               |
| H11     | Une rencontre avec Delcatty !                                  | カスミ真剣勝負！命かけます！？                          | Kasumi Shinken Shoubu! Mei Kakemasu!?                |
| H12     | Trouver le bon équipier                                        | ロケット団 愛と青春の原点                               | Roketto-Dan Ai to Seishun no Genten                  |
| H13     | Voyage dans le temps                                           | もうひとつのセレビィ伝説                                | Mou Hitotsu no Serebī Densetsu                       |
| H14     | Le Grand Départ                                                | マサラタウン、ポケモントレーナーの旅立ち                | Masara Taun, Pokemon Torēnā no Tabidachi!            |
| H15     | La Renaissance de Ptéra                                        | ポケモン研究者シゲルと復活のプテラ                      | Pokemon Kenkyūsha Shigeru to Fukkatsu no Putera      |
| H16     | L’Amour est une Chose Splendide                                | カスミとラブカス！ラブバトル！                          | Kasumi to Rabukasu! Rabu Batoru!                     |
| H17     | Ces sacrés Electek                                             | ナナコとリザードン！炎の猛特訓！                        | Nanako to Rizādon! Honoo no Mōtokkun!                |
| H18     | Le pokémon légendaire et le volcan                             | 天駆ける伝説 ヒロシとファイヤー！                       | Ten Kakeru Densetsu Hiroshi to Faiyā!                |
| H6/H7   | La Statue de Miaouss 1&2                                       | 出会いのミレニアムタウン & メイッコルリリは大迷惑？     | Deai no Mireniamu Taun & Meikko Ruriri Daimeiwaku?   |
| WV7     | Panique Dans La Grande Ville                                   | ぼくたち•ピチュー•ブラザーズ - 風船•騒動                | Bokutachi Pichū Burazāzu - Hūsen Sōdō                |
| H9/H10  | Grands Miaouss, petits rêves 1 & 2                             | アルバイトはたいへんニャース！？ & 迷探偵ニャース参上！ | Arubaito wa taihen Nyāsu!? & Meitantei Nyāsu Sanjyo! |
| WV1/WV2 | Le Noël de Pikachu & Le jeu du Kanda                           | クリスマス•で•あそぼ！& 雪•で•あそぼ！                  | Kurisumasu de Asobo ! & Yuki de Asobo !              |

## DVD
Pokémon Chronicles a été édité en DVD sous forme de deux coffrets contenant 2 DVD chacun et 11 épisodes inédits :
- Pokemon Chronicles : coffret n°1 Le noël de Pikachu
- Pokemon Chronicles : coffret n°2 La Team rocket contre les Pokémon

## Personnages
Ces histoires courtes et indépendantes sont centrées sur les personnages secondaires du dessin animé, tels le Professeur Chen, Ondine ou Pierre et leurs Pokémon.
Les trois premiers épisodes (La Légende du tonnerre) mettent toutefois en scène quelques personnages inédits :
- Jimmy (Kenta) : jeune garçon effectuant son voyage initiatique Pokémon avec son Typhlosion afin de devenir maître Pokémon. Au début du premier épisode, il retrouve par hasard Marina, son amie d'enfance. Ce personnage est directement inspiré du personnage principal des jeux Pokémon Or, Pokémon Argent, Pokémon Cristal, ainsi que de Pokémon Or HeartGold et Argent SoulSilver.

- Marina : amie d'enfance de Jimmy, qui parcourt elle aussi le monde afin de devenir dresseuse de Pokémon-idoles. Elle apprend d'ailleurs à ses pokémon à danser et chanter plus qu'à se battre et les affuble de surnoms kawaii. Ce personnage est directement inspiré de l'héroïne du jeu Pokémon Cristal.

- Vincent : ami d'enfance de Marina et Jimmy, il a reçu comme tout 1er Pokémon Germignon, en même temps que Marina et Jimmy. Il aime Marina mais n'ose pas lui dire, même si parfois il fait le pitre juste pour qu'elle le remarque. Mais Marina semble avoir un faible pour Jimmy, ce qui énerve au plus haut point Vincent. Il participera à la ligue de Johto et fera match nul contre Sacha.

- Attila et Hun (Buson et Bashō) : un duo de la Team Rocket.